# 랠프 그레이브스

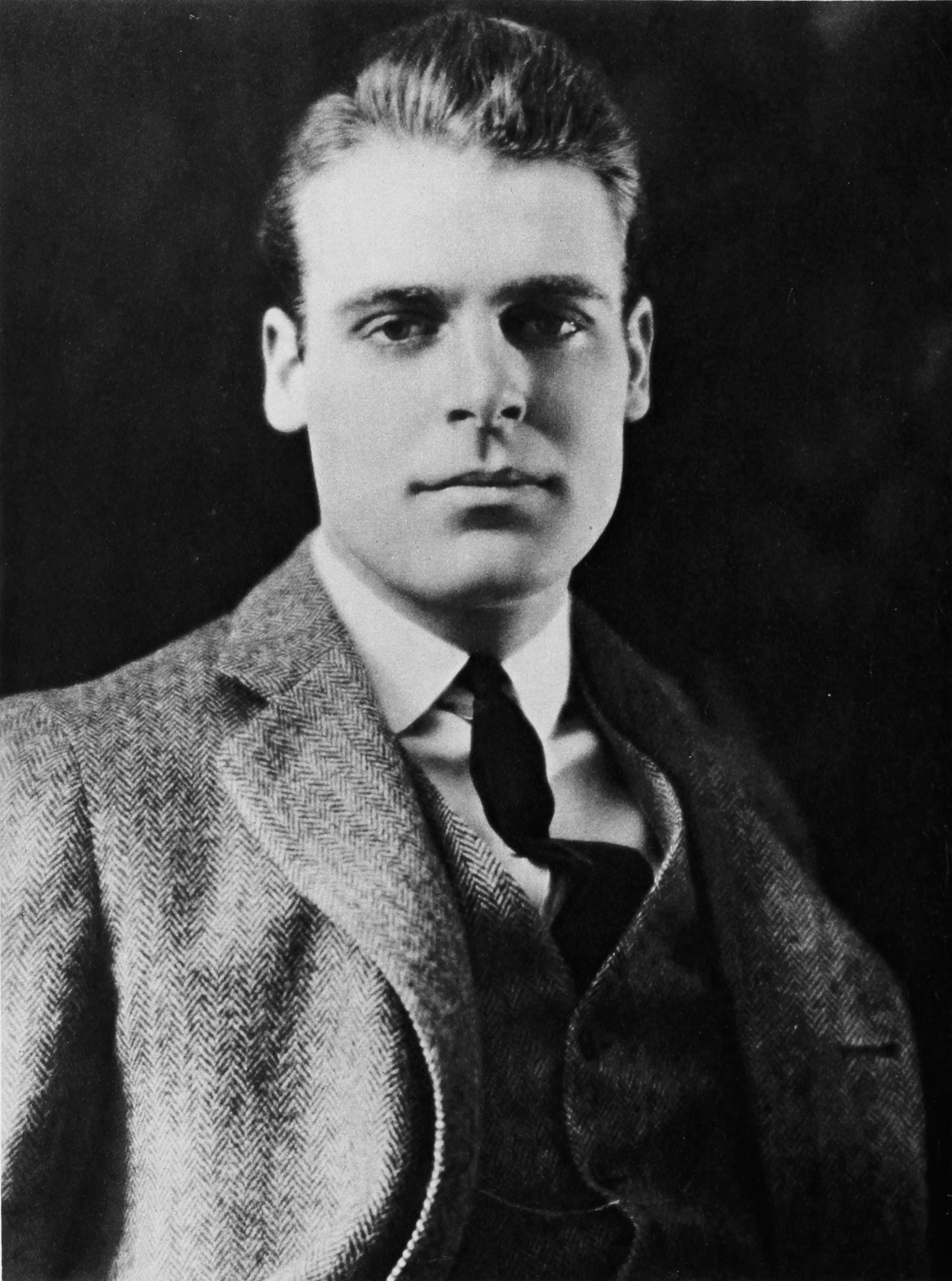

랠프 그레이브스(Ralph Graves, 1900년 1월 23일 ~ 1977년 2월 18일)는 미국의 영화 감독, 배우, 각본가, 영화배우이다.
클리블랜드에서 태어났으며 샌타바버라에서 사망하였다.

## 영화
- 배트맨과 로빈 (1949년)
- 디러저블 (1931년)